# Carlos Arroyo (architecte)
Cet article concerne l'architecte, urbaniste et critique espagnol. Pour le joueur portoricain de basket-ball, voir Carlos Arroyo.
Pour les articles homonymes, voir Arroyo.
Carlos Arroyo Zapatero, né le 14 juin 1964, est un architecte, urbaniste et critique espagnol.

## Biographie
Il travaille en Espagne, en France, en Belgique, au Rwanda, et en Amérique du Sud. Son œuvre prétend établir le cadre d'une nouvelle culture, d'un nouveau langage et d'une nouvelle esthétique de l'architecture à travers l'éthique, la technologie et les paramètres de la durabilité. Il affirme que son architecture n'est pas destinée à être photographiée, mais à être habitée et appréciée dans le temps. Il a développé un style graphique schématique pour ses présentations qui est une source d'inspiration pour toute une génération d'architectes. En revanche, ses œuvres bâties sont souvent dépeintes par des photographes-artistes produisant des formats innovants comme des romans photos, des gifs ou des vidéos.
Son travail a été montré dans des expositions de renommée internationale comme la Biennale de Venise (8e, 14e et 16e), le Centre Pompidou ou la Cité de l'Architecture de Paris. Ses œuvres ont aussi été publiées dans des revues comme Le Croquis et citées par de nombreux blogueurs. Il a été sélectionné par le NIB comme un des 10 meilleurs architectes émergents espagnols du moment.
Son agence se situe à Madrid, où il réalise des projets de caractère très varié, avec une accent spécial sur le développement durable et la recherche de nouvelles formes de logement.
Il a participé à de nombreuses expositions, comme par exemple, la 8e et la 14e Biennale de Venise, le Centre Pompidou et l'Institut français d'architecture. En 2006, il a été sélectionné par NIB comme un des dix meilleurs architectes émergents du moment. Ses travaux apparaissent aussi dans des publications comme Le Croquis.

## Œuvres

### Architecture
- Maison du Projet de La Lainière de Roubaix, Métropole de Lille (premier bâtiment en France conçu dans la démarche Cradle to Cradle C2C)[6]
- OostCampus, Oostkamp, Belgique[7]
- Maison MSA6, Madrid
- Bâtiment TSM3, Madrid
- Rencontre, Tabernas, Almería
- Maison de l'Amour, Madrid
- Copropriété CLV, Válor, Grenade (prix EMVS Durabilité et Innovation Résidentielle)
- Complexe AAN, Salamanque
- Académie MDW, Dilbeek, Belgique (1er Prix)

### Urbanisme
- Écoquartier de Tolède (Europan, 1er Prix)
- Ferial se Villanueva de la Cañada, Madrid 2e Prix)